# St. Georg und St. Martin (Griesbach)

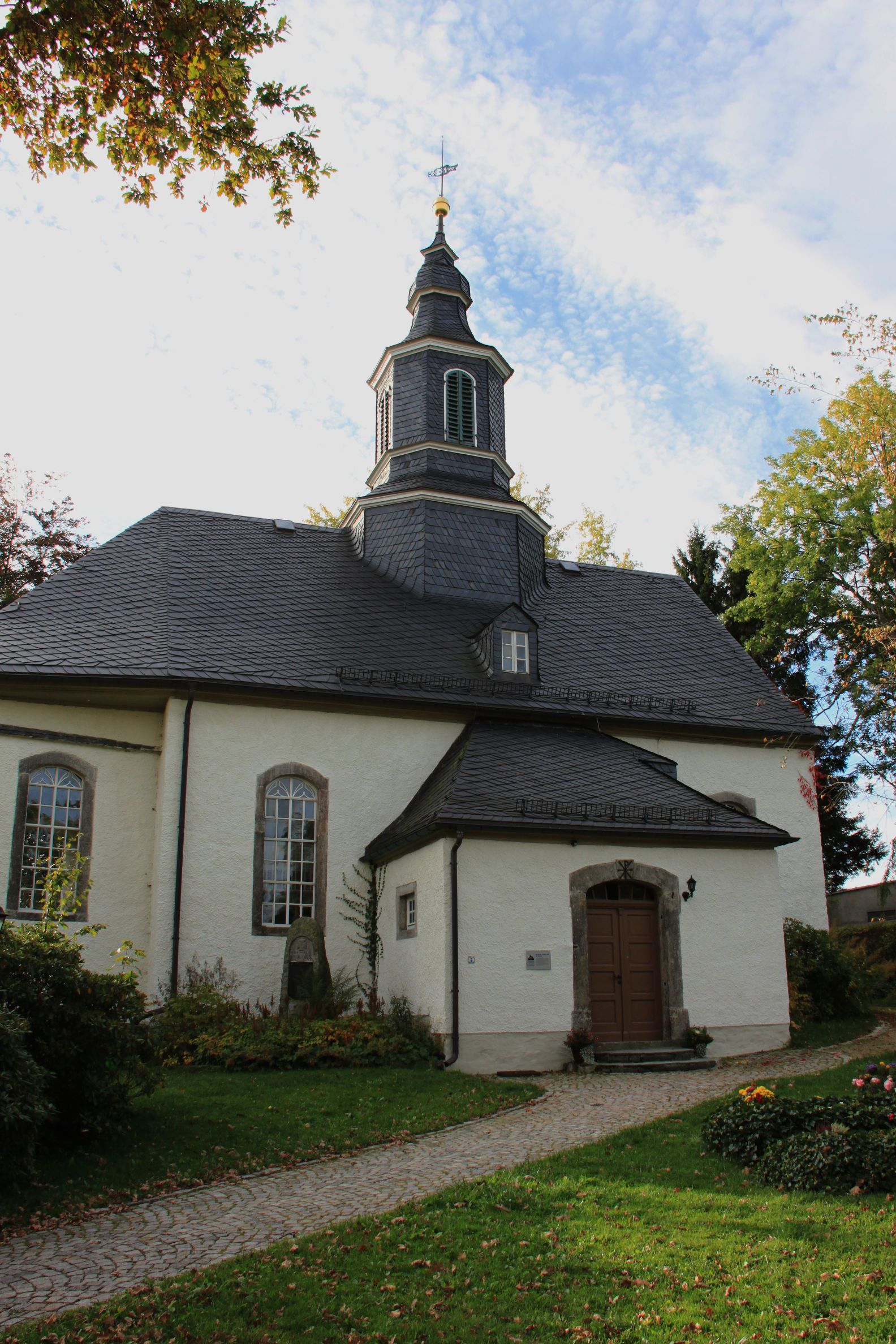
Kirche Griesbach

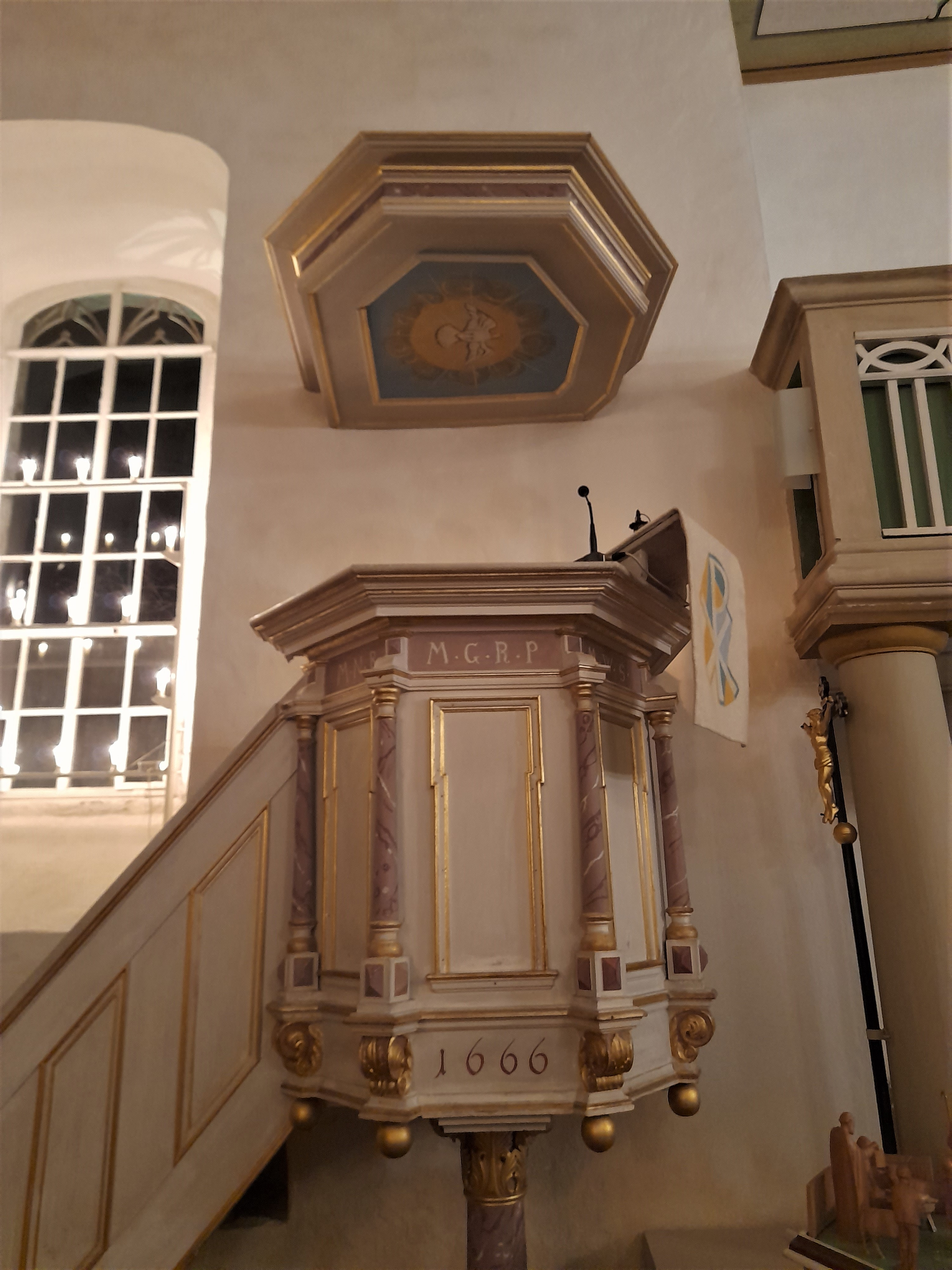
Kanzel

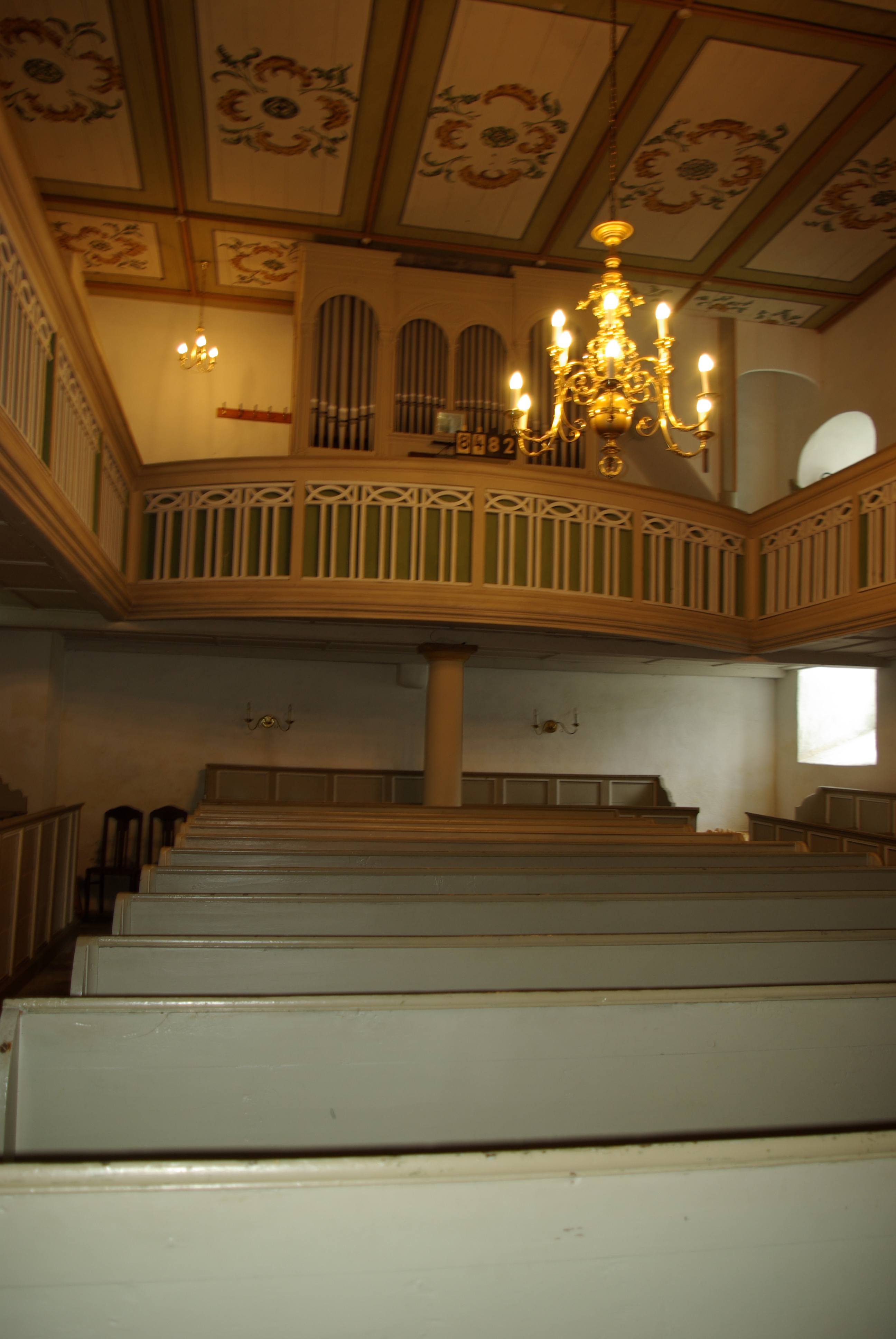
Innenansicht zur Orgel

Die evangelische Kirche St. Georg und St. Martin ist eine romanische Saalkirche im Ortsteil Griesbach von Schneeberg im Erzgebirgskreis in Sachsen. Sie gehört zur Kirchengemeinde Schneeberg im Kirchenbezirk Aue der Evangelisch-Lutherischen Landeskirche Sachsens.

## Geschichte und Architektur
Die kleine romanische Saalkirche steht inmitten des von einer mit Holzschindeln gedeckten Bruchsteinmauer umgebenen Friedhofs; sie bezeugt die bis ins 13. Jahrhundert zurückgehende Besiedelung des Schneeberger Gebiets. Während der Erweiterungs- und Umbauarbeiten im Jahr 1747 wurde das Bauwerk stark verändert, wobei auch der Saal vergrößert und eine Vorhalle mir Emporenzugang an der Nordseite angebaut wurde. Restaurierungen wurden in den Jahren 1894 und in den 1950/60er Jahren durchgeführt.
Das Bauwerk ist ein verputzter Bruchsteinbau mit eingezogenem Chor und der vom romanischen Bauwerk erhaltenen Apsis. Ein hohes Satteldach schließt das Bauwerk ab, der schwere oktogonale Dachreiter mit geschweifter Haube stammt aus der Zeit um 1747. Aus romanischer Zeit sind auch das steinerne Rundbogenportal in der Vorhalle und die romanischen Fenster der Apsis erhalten.
Das Innere wird von einer hölzernen Felderdecke geschlossen. Die vermutlich aus der Zeit um 1747 entstandene ornamentale Deckenbemalung wurde im Jahr 1965 wiederhergestellt. An den Seiten sind eingeschossige Emporen eingebaut, die 1839 von neuem erbaut wurden.

## Ausstattung
Von dem Flügelaltar aus dem späten 15. Jahrhundert ist nur der Mittelschrein erhalten; er zeigt Maria mit dem Kind zwischen den Heiligen Martin und Barbara; die Seitenflügel wurden später ergänzt. Die schlichte polygonale Holzkanzel stammt nach einer Jahreszahl von 1666. Die aufwändig mit neugotischem Maßwerk verzierte Taufe mit beachtlicher Holzschnitzarbeit ist ein Werk aus dem ersten Viertel des 19. Jahrhunderts; die Zinnschale ist graviert und mit der Jahreszahl 1830 versehen. Ein hölzernes Kruzifix vom Anfang des 17. Jahrhunderts ist an den Enden mit einem Engelskopf und einem Totenkopf versehen. Eine romanische Sakramentsnische ist in der Apsis erhalten. Die kleine Orgel ist ein Werk von Emil Müller (Werdau) aus dem Jahr 1903 mit zwölf Registern auf zwei Manualen und Pedal.
In der Vorhalle befinden sich sieben geschnitzte bergmännische Sargschilde, die farbig mit Bronzierungen gestaltet sind, die stilisierte Akanthusblattrahmung ist mit Rollwerk aus der Mitte des 18. Jahrhunderts sowie mit Darstellungen von Christi Geburt, Gethsemane, Kreuzigung und Auferstehung, Lamm Gottes sowie mit einem von einem Engel gehaltenen Wappenschild mit Blütenmotiven versehen. Eine ornamental bemalte Holztruhe ist mit der Jahreszahl 1665 bezeichnet.